# Leo Reinke
Leo Reinke (* 11. März 1909 in Cappeln-Osterhausen; † 31. August 1978 in Cloppenburg) war ein deutscher Politiker (CDU) und Mitglied des Niedersächsischen Landtages.

## Leben
Leo Reinke arbeitete in Cappeln ab 1929 als Landwirt. Im Zweiten Weltkrieg diente er als Soldat in der Luftwaffe in den Jahren 1939 bis 1945.
Er hatte zahlreiche Ämter inne, so übernahm er 20 Jahre lang den Vorsitz im Kreislandvolkverband in Cloppenburg und war dort Kreislandwirt, ebenso war er Vorstandsmitglied und Vorsitzender im Personalausschuss der Oldenburgischen Landwirtschaftskammer, im Heimatbund Oldenburg/Münsterland übernahm er den Posten des ersten Vorsitzenden und er war Mitglied im Norddeutschen Parlamentsrat.
Vom 6. Mai 1951 bis 20. Juni 1974 war er Mitglied des Niedersächsischen Landtages (2. bis 7. Wahlperiode). Er wirkte in verschiedenen Gremien mit, so war er vom 28. Juni 1967 bis 20. Juni 1970 Vizepräsident des Niedersächsischen Landtages, vom 16. Dezember 1957 bis 5. Mai 1959 Vorsitzender des Ausschusses für Haushalt und Finanzen und nach der Sturmflut 1962 vom 20. März bis 9. Mai 1962 Vorsitzender des Sonderausschusses Sturmflutkatastrophe.
Er war verheiratet und hatte neun Kinder.